# Mieczysław Zatłokal
Mieczysław Jerzy Zatłokal (ur. 1 stycznia 1896 w Lanckoronie, zm. 26 października 1927 w Poznaniu) – major dyplomowany Wojska Polskiego.

## Życiorys
Mieczysław Jerzy Zatłokal urodził się 1 stycznia 1896 roku w Lanckoronie. W 1914 ukończył z odznaczeniem C. K. Gimnazjum w Brzeżanach (w jego klasie był m.in. Tadeusz Osostowicz, także późniejszy oficer Wojska Polskiego). Od 1911 roku działał czynnie w Związku Strzeleckim . W czasie I wojny światowej walczył w Legionach Polskich. Był oficerem 2 Pułku Piechoty. 26 maja 1915 roku został awansowany na chorążego, a 1 kwietnia 1916 roku na podporucznika.
Po zakończeniu wojny z bolszewikami pełnił służbę w 6 pułku Strzelców Podhalańskich w Stryju. 3 maja 1922 roku został zweryfikowany w stopniu kapitana ze starszeństwem z dniem 1 czerwca 1919 roku i 276. lokatą w korpusie oficerów piechoty. Jego oddziałem macierzystym był wówczas 6 pułk piechoty Legionów w Wilnie.
Od 3 listopada 1922 roku do 15 października 1923 roku był słuchaczem II Kursu Doszkolenia Wyższej Szkoły Wojennej w Warszawie. Po ukończeniu kursu i uzyskaniu dyplomu naukowego oficera Sztabu Generalnego został przydzielony do Dowództwa Okręgu Korpusu Nr II w Lublinie na stanowisko szefa Oddziału IV. Z dniem 15 października 1924 roku został przydzielony do 27 Dywizji Piechoty w Kowlu na stanowisko szefa sztabu. 1 grudnia tego roku został mianowany majorem ze starszeństwem z dniem 15 sierpnia 1924 roku i 78. lokatą w korpusie oficerów piechoty. W październiku 1925 roku został przeniesiony do 19 pułku piechoty we Lwowie na stanowisko dowódcy I batalionu. W styczniu 1927 roku został przeniesiony do Dowództwa Okręgu Korpusu Nr VII w Poznaniu na stanowisko szefa Oddziału Wyszkolenia.
26 października 1927 roku, w majątkach w Ławicy, w czasie forsowania przeszkody podczas biegu myśliwskiego 7 pułku strzelców konnych wielkopolskich, został przygnieciony przez własnego konia „Marta”. Zmarł tego samego dnia o godz. 18.00 w 7 Szpitalu Okręgowym w Poznaniu.

## Ordery i odznaczenia
- Krzyż Niepodległości pośmiertnie
- Krzyż Walecznych – czterokrotnie[10][11].